# کرنرسویل (کارولینای شمالی)
کرنرسویل (به انگلیسی: Kernersville) شهری در ایالت کارولینای شمالی کشور ایالات متحده آمریکا است که جمعیت آن در سرشماری سال ۲۰۱۰ میلادی، ۲۳٬۱۲۳ نفر بوده‌است.